# Dalailama bifurca
Dalailama bifurca is een vlinder uit de familie van de echte spinners (Bombycidae). De wetenschappelijke naam van de soort is voor het eerst geldig gepubliceerd door Otto Staudinger.